# Lola Pereira Varela

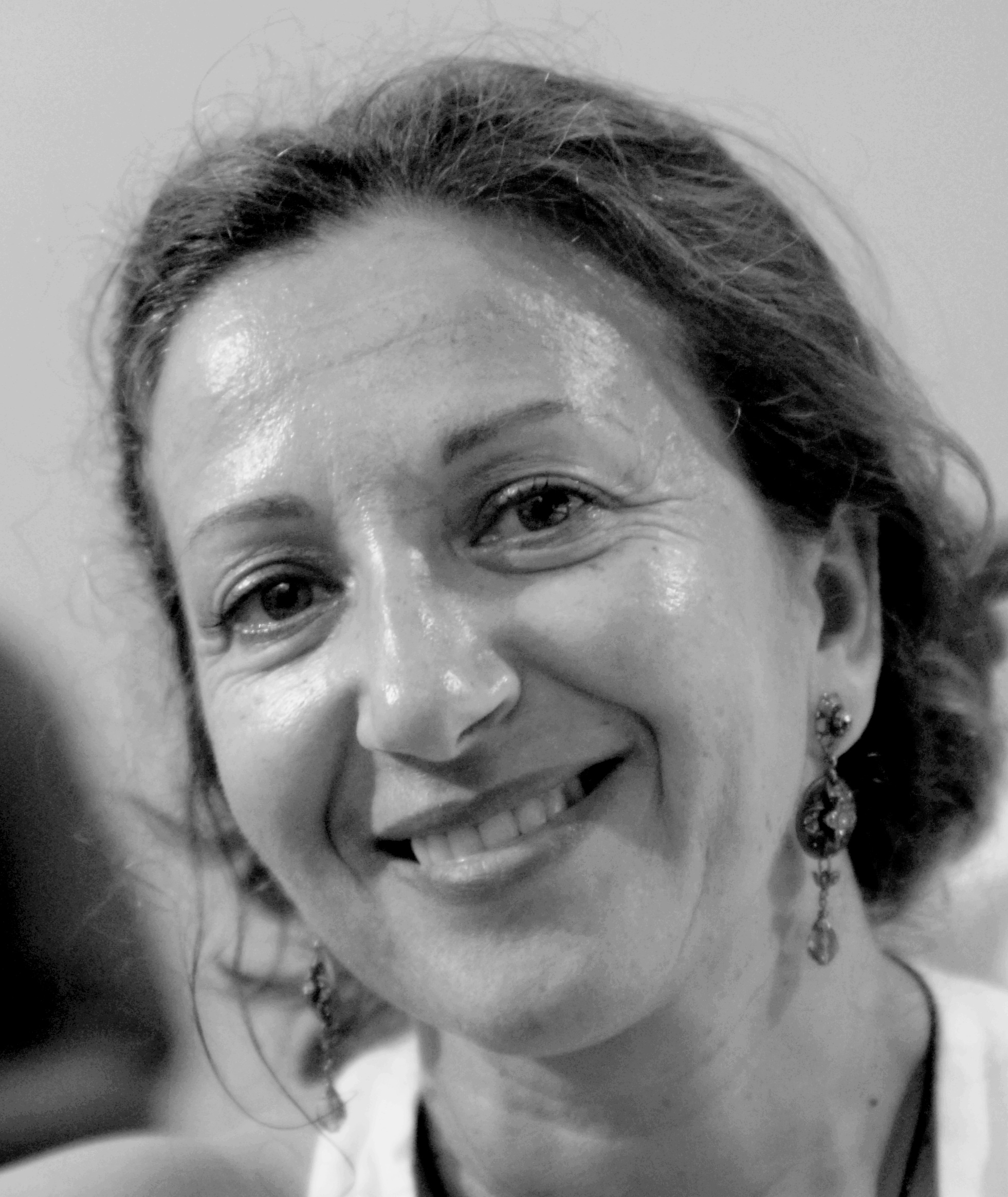
Lola Pereira Varela (2007)

Lola Pereira Varela (* 1954 in La Coruña, Spanien) ist eine spanische Schriftstellerin, Dozentin und Umweltschützerin. Sie lebte 24 Jahre in Costa Rica gelebt und unterrichtete dort unter anderem Umwelterziehung. Ihr letztes Werk, der Roman Mensajeros del Futuro wurde 2022 unter dem neuen Titel „Las almas de Cabo Blanco“  auch ins Deutsche (Die Seelen von Cabo Blanco) und Englische (The Souls of Cabo Blanco) übersetzt und veröffentlicht. Das Umschlagmotiv stammt von dem costa-ricanischen Künstler David Artavia. Eine Verfilmung des Romans „Die Seelen von Cabo Blanco“ ist geplant.

## Leben und Wirken
Dolores „Lola“ Pereira Varela erwarb 1991 ihr Diplom in Marketing an der Escuela Superior de Barcelona. 2007 studierte sie „Die mündliche Tradition von Sagen als Werkzeug der Kommunikation“ und 2008 „Ausdruckstechniken und Psychomotorik“, beides an der Universidad Pontificia de Salamanca. 2007 absolvierte sie eine Ausbildung in Ressourcenmanagement am Observatorium für dezentrale Zusammenarbeit zwischen der Europäischen Union und Lateinamerika. In den Jahren 2007 und 2008 war sie außerdem Koordinatorin der Schriftsteller-Kongresse „International Network of Writers for the Earth“ in Nicaragua und El Salvador.
Von 1998 bis 2019 lebte Lola Pereira überwiegend in Costa Rica und war maßgeblich an Initiativen zur Verbesserung von Bildung, Lebensqualität und Umweltschutz in Orten wie Santa Teresa de Cóbano, Monteverde und San Vito de Coto Brus beteiligt. Sie organisierte Kurse und Konferenzen zur Förderung des Lesens und des Umweltbewusstseins in Costa Rica, Nicaragua, El Salvador, Mexiko und Spanien, unter anderem die Konferenz „Die gewollte Armut“ in Nicaragua 2007 und  „Frauen und Wasser“ in El Salvador 2008. Sie hielt Workshops für Bibliothekare des Ministeriums für Bildung zum Thema: „Traditionelle mündliche Überlieferungen“ in Costa Rica und El Salvador.
2009 war sie Mitbegründerin des Gymnasiums „Liceo Rural de Santa Teresa de Cóbano“, Patin des Distanzunterricht-Programms am Gymnasium und Leiterin des Santa Teresa-Programms zur Rettung der kulturellen Identität. Das Umweltbildungsprojekt „Litoral de Vida Pacífica“ am Gymnasium wurde von ihr 2010 koordiniert und gefördert.
Darüber hinaus war sie in Costa Rica die Initiatorin des Aktionsprojekts zur Beseitigung der Kinderarbeit (SINEM, 2011–2013). Ideologin und Unterstützerin der Kampagne gegen den Handel mit Haiflossen. (SINEM, Minaet, 2012–2013) und Koordinatorin des San Vito Gesundheitsplanes.
Derzeit lebt Lola Pereira Varela mit ihrer Familie in Spanien.

## Veröffentlichungen
- La Escuela del Mar (SINEM u. a. 2013) ISBN 978-9968-47-717-8
- Recetas de Cuento (Aguilar 2014) ISBN 978-9968-893-10-7
- Mensajeros del Futuro (EUNED 2018) ISBN 978-9968-48-651-4
- Las almas de Cabo Blanco (Books on Demand 2022) ISBN 978-84-1123-503-7 E-Book: ISBN 978-84-1123-697-3
- The Souls of Cabo Blanco (Books on Demand 2022) ISBN 978-3-7562-2436-4 E-Book: ISBN 978-3-7568-7548-1
- Die Seelen von Cabo Blanco (Books on Demand 2022) ISBN 978-3-7568-2177-8 E-Book: ISBN 978-3-7568-7550-4

## Auszeichnungen
- 2009 Gewinnerin des Preises für „künstlerische Vielfalt, Kultur und Gesellschaft“ des Ministeriums für Bildung, Kultur und Jugend[9] und der OEI, Costa Rica.